# نیروی محرکه الکتریکی

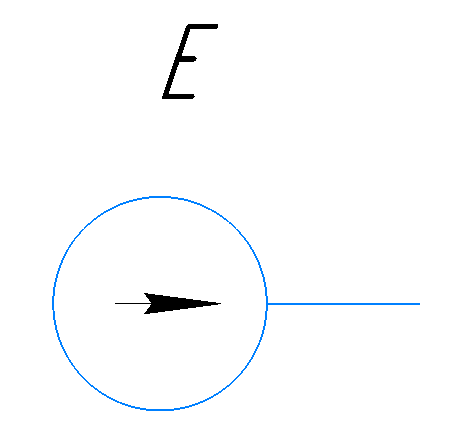
نیروی محرکه الکتریکی

نیروی محرکه الکتریکی، (به انگلیسی: Electromotive force) یا نیروی الکتِروران (اختصاری emf) که معمولاً با نماد ε نمایش داده می‌شود، به ولتاژی گفته می‌شود که توسط یک باتری یا نیروی مغناطیسی (بر اساس قانون القای فارادی که بیان می‌کند یک میدان مغناطیسی متغیر با زمان، جریان الکتریکی القا می‌کند) تولید می‌گردد. واحد نیروی محرکه الکتریکی ولت است.
به عبارت دیگر، نیروی محرکه الکتریکی مقدار انرژی‌ای است که مولد به یک واحد بار الکتریکی می‌دهد تا به واسطهٔ آن انرژی، واحد بار الکتریکی بتواند در مدار جاری شود.